# 19th Street Bridge
19th Street Bridge – dwuprzęsłowy drogowy most kratownicowy w Denver w stanie Kolorado na rzece Platte Południowa, obecnie przeznaczony do ruchu pieszych. Ruch samochodów został skierowany na inny most.